# Мартыч, Ефим Маркович
Ефи́м Ма́ркович Ма́ртыч (укр. Юхим Маркович Мартич, при рождении — Ха́им Мо́рдух-Ша́евич Финкельште́йн; 28 июня 1910 — 27 июля 1981) — украинский советский писатель, драматург и публицист, редактор, «признанный мастер художественной биографии».

## Биография
Родился в семье старосинявского мещанина Мордуха-Шаи Финкельштейна. В 1933 году окончил в Киевский институт лингвистического образования. Участник Великой Отечественной войны.
Работал ответственным редактором «Литературной газеты».

## Семья
Сын — Владимир Ефимович Мартыч, химик-технолог, кандидат химических наук (1987).

### Рассказы
Рассказы Е. М. Мартыча печатались в ведущих изданиях, таких как «Огонёк», «Литература и жизнь», «Радуга», «Литературная Россия»
- Мартыч Ю. Слово о мастере корабля. К 60-летию Ю. Яновского. — Литература и жизнь, 1962, 2 вересня
- Мартыч Юхим. Диалоги устные и в письмах: Из книги «Здравствуй, улыбка». Пер. с укр. /Ефим Мартич. — Радуга, 1978, No 12, с. 141—147.
- Мартыч Юхим. Щедрость солдата. [О сов. писателях. Воспоминания]. — Лит. Россия, 1972, 3 ноября, с. 15.
- Мартыч Ю. Жду вас у театра… [Из истории театр. жизни Киева]. — Радуга, 1977, No 5, с. 162—170[13].
- «Школа жизни»
- «Расцвет талантов» (1939)
- «Наталья Михайловна Ужвий» (1940)
- «Весёлый человек» (1941)
- «Рассказы о друзьях» (1942)
- «Путь на звезду» (1943)
- «Письма от сыновей» (1943)
- «Верный друг» (1946)
- «Летный день» (1947)
- «Как сложили песню» (1948)
- «Будни и праздники» (1950)
- «Передовой сталевар Павел Кочетков» (1950)
- «Киевская повесть» (1951)
- «Повесть о народном артисте» (1954)
- «Капли золотого дождя» (1957)
- «Искры живого огня» (1959)
- «Хлеб и к хлебу» (1961)
- «Друзья всегда с тобой» (1962)
- «Яблоко познания» (1963)
- «Полина Владимировна Куманченко» (1964)
- «Иван Карась ищет потомков» (1965)
- «На вышитых полотенцах» (1967)
- «Долгая, длинная весна» (1969)
- «Встречи без прощаний» (1970)
- «И тропинка к колодцу» (1971)
- «Каневские вечера» (1973)
- «Старый театральный билет» (1974)
- «Тепло родного дома» (1976)
- «Здравствуй, улыбка» (1978)

### Книги
- Мартыч Ю. Путешествия на соседнюю улицу : Этюды, повести / Юхим Мартыч. — Киев: Рад. письменник, 1981. — 139 с; 17 см. — В вып дан. авт.: Ефим Маркович Мартыч. Тираж 30,000[14].
- Мартыч Юхим. І стежка до криниці (И тропинка к колодцу). — Киев: Радянський письменник, 1971. — 306 с.
- Юхим Мартыч. Встречи без прощаний: Биогр. повествования / Юхим Мартыч; [Предисл. К. Волынского]. — 515 с. — Киев: Днипро, 1991[15].
- Юхим Мартыч. Здравствуй, улыбка: Рассказы / Юхим Мартич; [Худож. Ю. О. Козюренко]. — 189 c. — Киев: Рад. письменник, 1978[16].
- Мартич, Юхим Маркович. Іван Карась шукає нащадків : три повісті з одним головним героєм… — Київ : Радянський письменник, 1965. — 365 с[17].
- Мартыч Ю. Под Киевскими тополями. перевод с украинского — М.: Советский писатель, 1972. — 400 с.
- Мартич Ю.М. Старий театральний квиток [Текст] / Юхим Мартич. - Київ : Мистецтво, 1974. - 176 с.